# Karl Wilhelm Naundorff

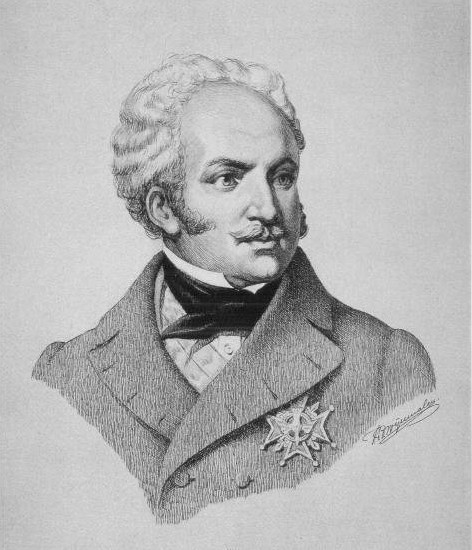
Karl Wilhem Naundorff

Karl Wilhelm Naundorff, född omkring 1785, död 10 augusti 1845, var en tysk urmakare i Spandau, som fram till sin död hävdade att han var Ludvig XVII.
Naundorff hade en påfallande fysisk likhet med bourbonerna. Han kallade sig hertigen av Normandie, kämpade energiskt för sina föregivna anspråk och begav sig 1833 till Paris, varifrån han 1836 utvisades. Hans släktingar kom att hålla fast vid anspråken och gjorde ännu 1926 rättsliga anspråk gällande.